# Bob Dwyer
Pour les articles homonymes, voir Dwyer.
Pas d'image ? Cliquez ici

a Compétitions nationales et continentales officielles uniquement.

Dernière mise à jour le 15 mars 2023.
Bob Dwyer, né le 29 novembre 1940, est un entraîneur de rugby à XV. Il a conduit l'Australie à la victoire à la Coupe du monde 1991.

## Biographie
Bob Dwyer entraîne l'équipe d'Australie d'abord en 1982-1983, puis entre 1988 et 1995, remportant au passage la Coupe du monde 1991.
Le Racing club de France (RCF), en 1995 (au moment où le professionnalisme est institué par l'IRB), fait appel à lui pour manager deux jeunes assistants coachs (Jean-Louis Ribot et Éric Blanc). L'équipe, sous le capitanat de Denis Charvet, descend en Pro D2.
Dwyer, avec Duncan Hall, rejoint alors Leicester Tigers. Les Tigers connaissent un succès immédiat ; en 1997, ils atteignent la finale de Coupe d'Europe de rugby, gagnent la Pilkington Cup mais ne finissent que quatrièmes du championnat.
L'entraîneur des Tigers Chalkie White qui les avait conduit pendant les années 1980, et qui était à la base de leurs succès, fut remplacé. L'attitude dure de Dwyer vis-à-vis des joueurs, une altercation publique avec l'un d'eux, Austin Healey envenimèrent la situation. En conséquence, la direction du club décida de remplacer Dwyer par l'ancien capitaine du club, tout juste retraité, Dean Richards assisté de John Wells et Joël Stransky.
Il entraîne par la suite le club de Bristol Rugby pendant deux saisons.
Dwyer retourne en Australie en 2001, où il entraine l'équipe de New South Wales Waratahs en Super 14 jusqu'en 2003.